# Selago valliscitri
Selago valliscitri är en flenörtsväxtart som beskrevs av O.M. Hilliard. Selago valliscitri ingår i släktet Selago och familjen flenörtsväxter. Inga underarter finns listade i Catalogue of Life.